# Бірки (Білоцерківська сільська громада)
Бі́рки — село Миргородського району Полтавської області. Населення станом на 2001 рік становило 508 осіб. Входить до Білоцерківської сільської об'єднаної територіальної громади з адміністративним центром у с. Білоцерківка.

## Географія
Село Бірки знаходиться на лівому березі річки Псел, вище за течією на відстані 1 км розташоване село Білоцерківка, нижче за течією на відстані 1 км розташоване село Стінки. Поруч з селом протікає річка Гнилиця.
Віддаль до селища Велика Багачка — 26 км. Найближча залізнична станція Сагайдак — за 23 км.

## Історія
Відоме ще за козаччини, було сотенним містечком Борківської сотні Полтавського та пізніше Кременчуцького полку.
Зі скасуванням своєї сотні увійшли до Білоцерківської сотні Миргородського полку.
У 1729 році налічувалось 34 двори.

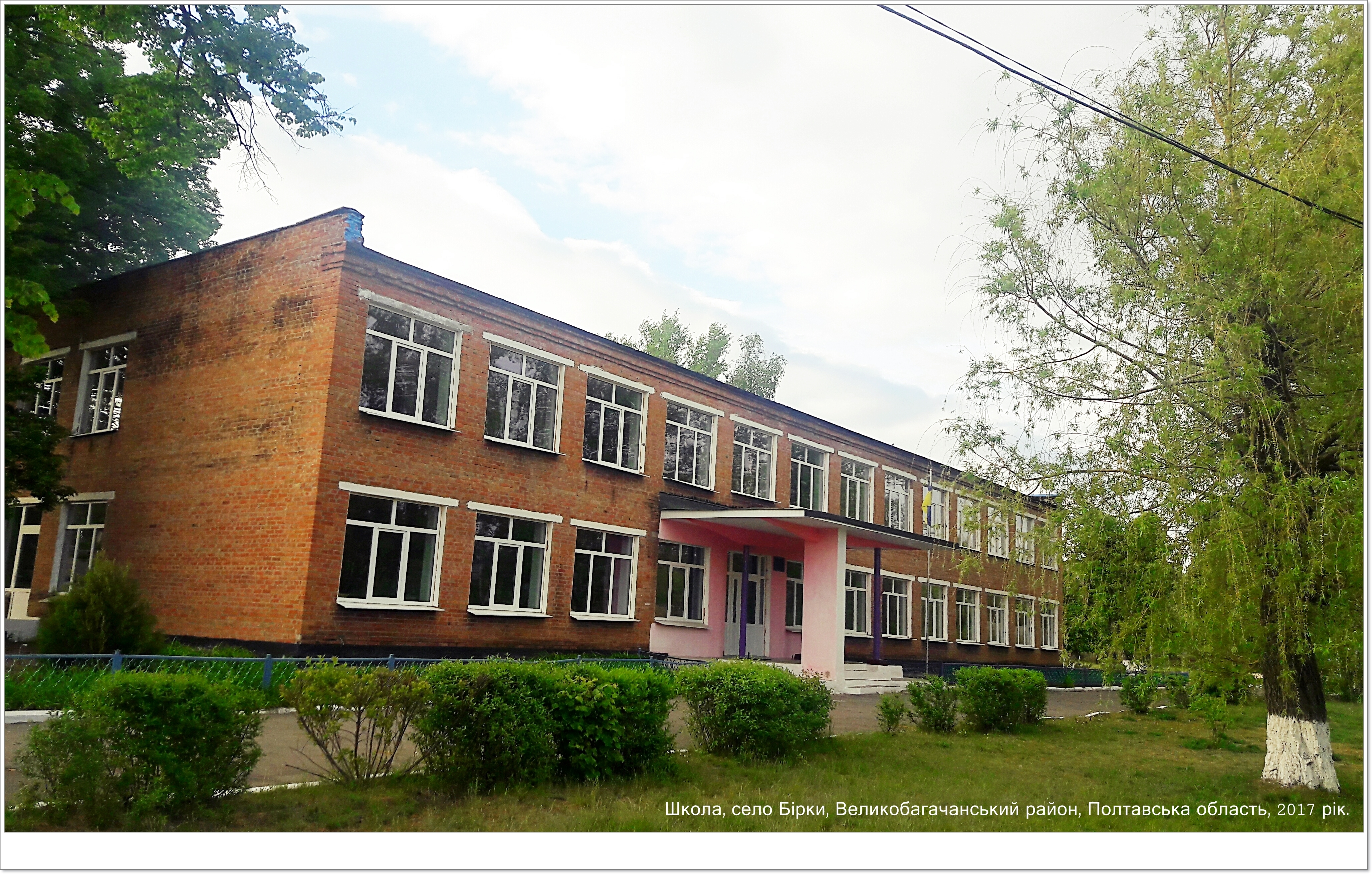
Бірківський НВК

З 1781 року село вже у складі Говтвянського повіту Київського намісництва, мало 152 хати.
Поступово жителі села потрапили у залежність від поміщиків Базилевських.
У 1877 році в селі було збудовано дерев'яну Троїцьку церкву.
У 1885 році колишнє державне і власницьке село при затоці річки Псел мало 128 дворів і 650 жителів, православну церкву, 2 постоялих двори, щороку проводився ярмарок, діяли 4 вітряних млини, олійниця.
У 1900 році в Бірках Білоцерківської волості Хорольського повіту налічувалось 147 дворів, 830 жителів, дерев'яна Троїцька церква, земська та церковнопарафіяльна школи.
У 1910 році в Бірках було 148 дворів, 767 жителів.
У січні 1918 року в селі розпочалась радянська окупація.

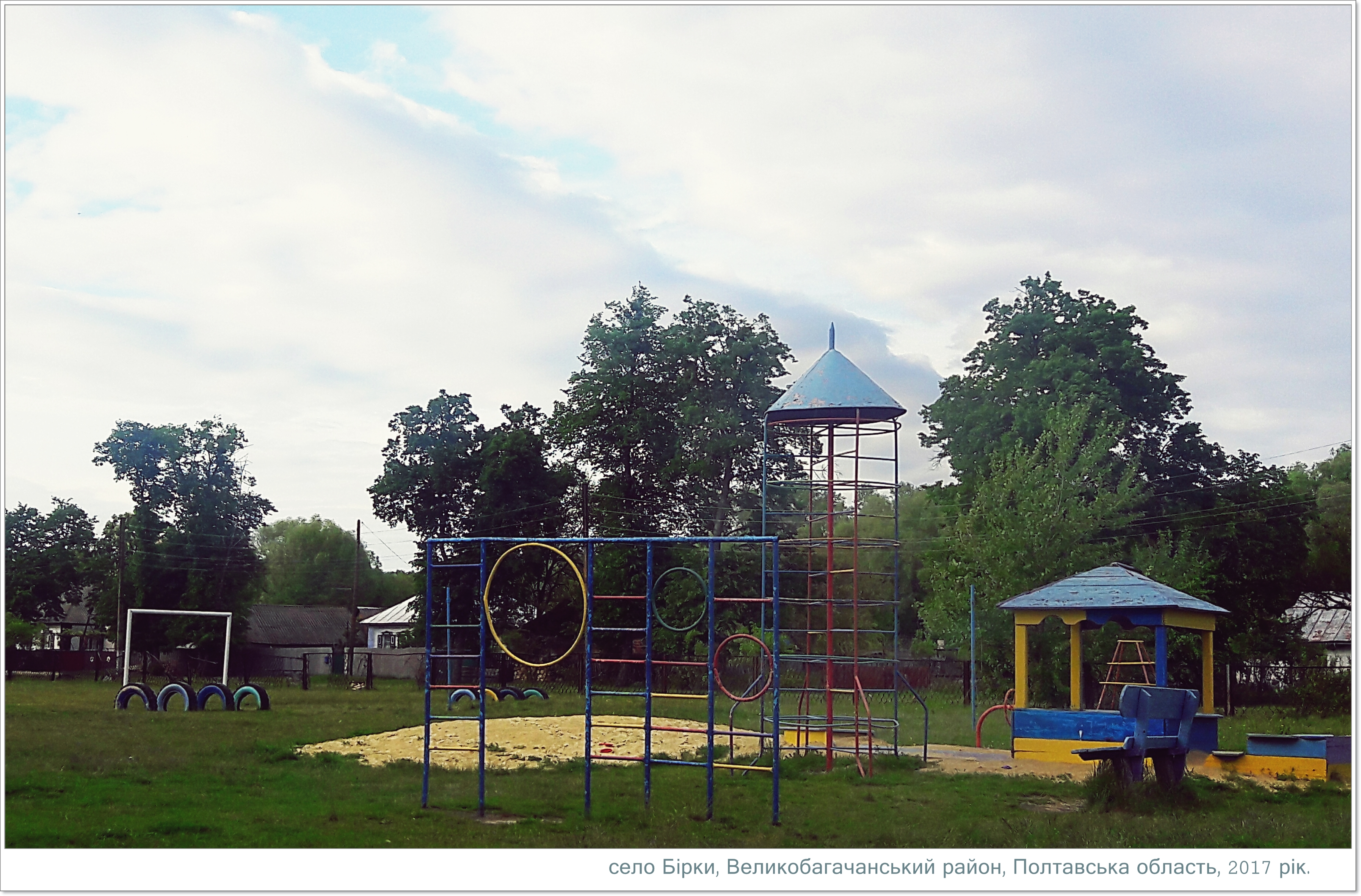
Подвір'я НВК

У 1927 році в Бірках був заснований комсомольський осередок, який очолив О. І. Кикоть, що потім був обраний першим головою колгоспу.
У 1932–1933 роках внаслідок Голодомору, проведеного радянським урядом, у селі загинуло 69 мешканців, у тому числі встановлено імена 9 загиблих.
У період Німецько-радянської війни у боях з ворогом загинуло 164 жителя Бірків.
У 1957 році в селі було встановлено пам'ятник воїнам-односельцям, загиблим на фронтах Німецько-радянської війни.
У 1967 році в селі було встановлено пам'ятник Г. К. Орджонікідзе.
З 4 лютого 1988 року Бірки були центром Бірківської сільської ради Великобагачанського району, до якої ще входили села Баланди, Вишняківка (Чугуї), Стінки.
У 1990 році населення села становило 575 осіб.
У 1991 році в Бірках був радгосп «Бірківський» (птахівничого напряму з розвинутим рослинництвом та м'ясо-молочним тваринництвом), відділення зв'язку, їдальня, неповна середня школа, фельдшерсько-акушерський пункт, дитсадок, Будинок культури на 300 місць, бібліотека (9,9 тис. одиниць літератури).

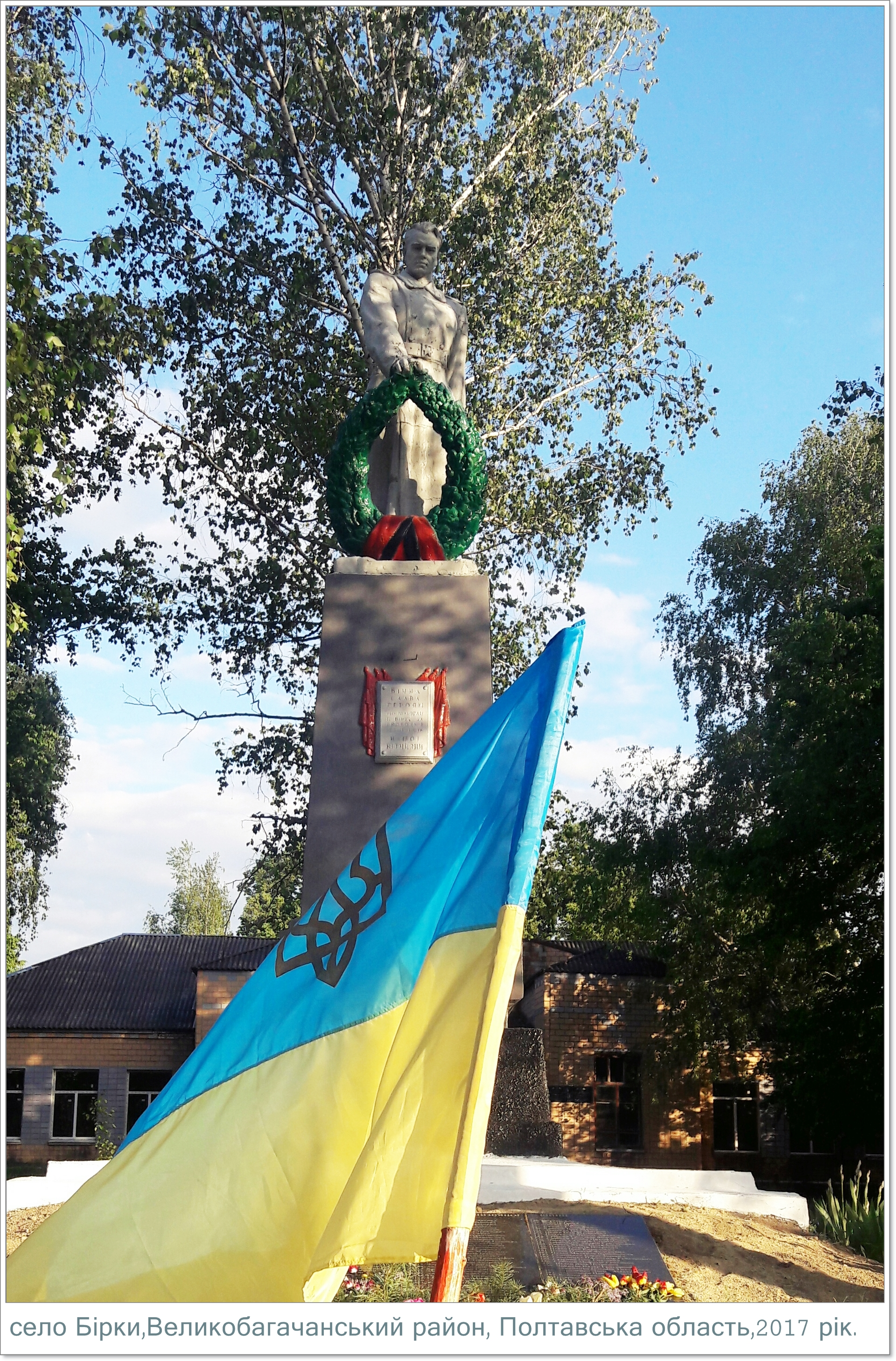
Пам'ятник воїнам-односельцям

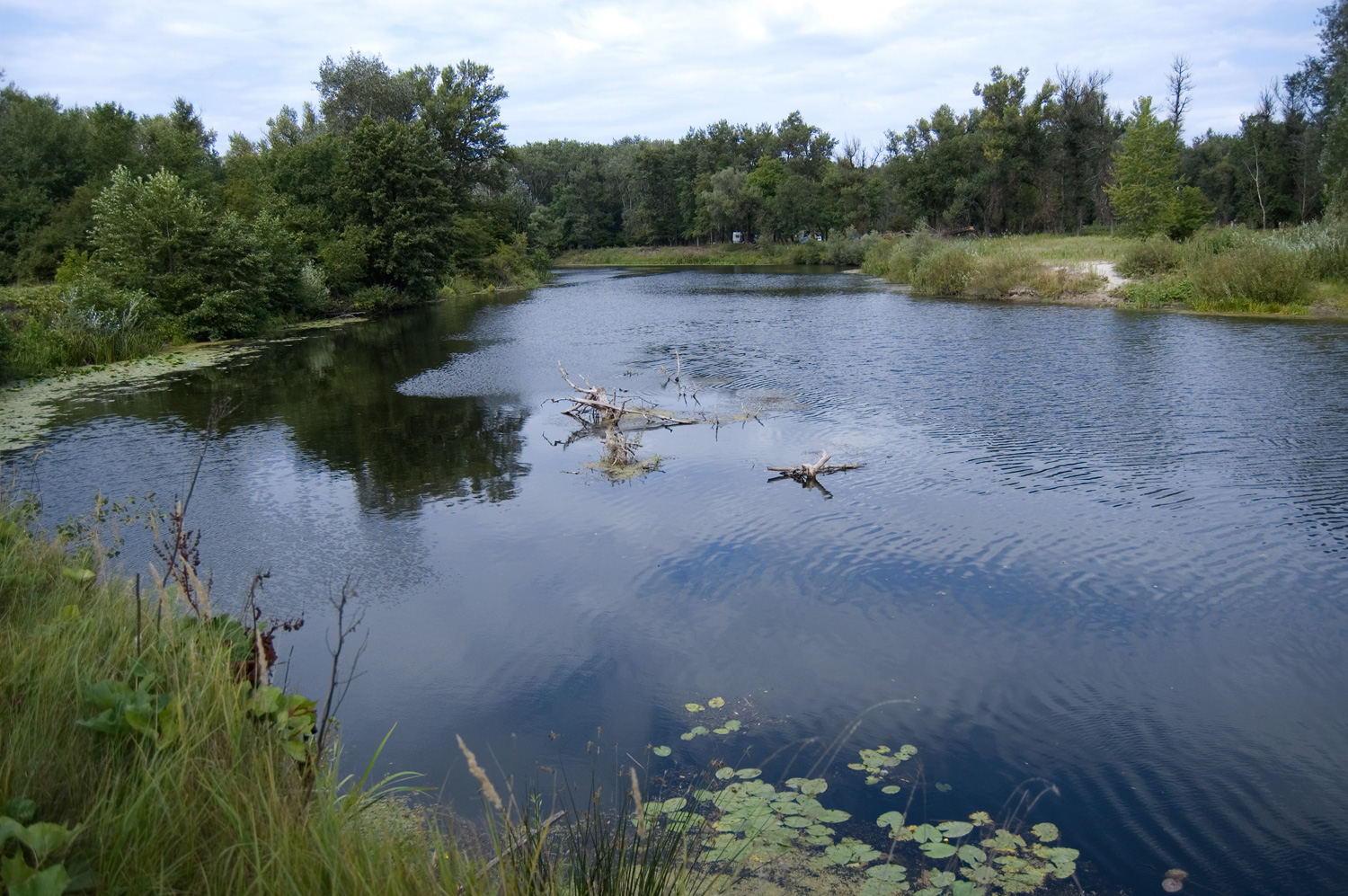
Заказник «Географічний центр Полтавщини» біля села Бірки

13 серпня 2015 року шляхом об'єднання Балакліївської, Білоцерківської, Бірківської та Подільської сільських рад Великобагачанського району була утворена Білоцерківська сільська об'єднана територіальна громада з адміністративним центром у с. Білоцерківка.

## Населення
Згідно з переписом УРСР 1989 року чисельність наявного населення села становила 541 особа, з яких 230 чоловіків та 311 жінок.
За переписом населення України 2001 року в селі мешкали 504 особи.

### Мова
Розподіл населення за рідною мовою за даними перепису 2001 року:
| Мова       | Відсоток |
| ---------- | -------- |
| українська | 97,83 %  |
| російська  | 1,77 %   |
| молдовська | 0,39 %   |

## Економіка
- Комунальне підприємство «Бірківське»

## Об'єкти соціальної сфери
- Бірківський навчально-виховний комплекс «Загальноосвітня школа І-ІІ ступенів — дошкільний навчальний заклад»
- Будинок культури на 300 місць
- Бібліотека

## Пам'ятки
- Недалеко від села розташований географічний центр Полтавської області[5]
- Ландшафтний заказник «Географічний центр Полтавщини»
- Пам'ятник воїнам-односельцям, загиблим на фронтах Німецько-радянської війни
- Братська могила радянських воїнів і партизанів, які полягли 1943 року
- Пам'ятник Г. К. Орджонікідзе
- Меморіальна дошка на честь Героя Радянського Союзу С. І. Срібного

## Відомі люди
В селі народилися:
- Назаренко Іван Дмитрович (1908—1985) — український історик, філософ, громадсько-політичний та державний діяч
- Срібний Сидір Іванович (1916—1944) — Герой Радянського Союзу

Назаренко Іван Дмитрович
Срібний Сидір Іванович